# Barraca del camí del Masot IV
La Barraca del camí del Masot IV és una obra del Pla de Santa Maria (Alt Camp) inclosa a l'Inventari del Patrimoni Arquitectònic de Catalunya.

## Descripció
Malgrat la seva aparença exterior és en realitat una petita barraca envoltada d'una gran quantitat de pedra sobrera, que forma al seu davant un petit clos amb menjadora inclosa. És de planta de ferradura i orientada al sud-est.
El seu portal està rematat amb una llinda i arc de descàrrega. Al seu damunt, la cornisa és lleugerament ondada i la coberta està acabada amb llosetes.
La cúpula interior és amb aproximació de filades fins a una alçada màxima de 3'15m. El diàmetre interior és 1'90m.